# Хома Василь (дипломат)
Василь Хома (слов. Vasil Choma; 18 травня 1927, Микова, окрес Стропков, Чехословаччина — 21 квітня, 2017, Братислава, Словаччина) — чехословацький дипломат, літературознавець, педагог, громадський активіст русинського руху.

## Біографія

### Навчання
Народився у родині землеробів. Спочатку відвідував школу у рідному селі, потім закінчив горожанську школу в Меджилабірцях, потім навчався у гімназії в Пряшові, а диплом отримав у гімназії в Гуменному 1949 р. Вивчав російську мову та літературу на філософському факультеті Університету Коменського в Братиславі (1949—1951) та в Ленінградському університеті в Ленінграді (1951—1956). Ще в гімназичні роки зацікавився літературою, і це визначило його майбутній фах.

### Фахова робота и подальше навчання
По закінченні вищої освіти влаштувався асистентом у Вищій педагогічній школі в Пряшові, де читав курс російської літератури (1956—1958).
1958—1960 рр був головним шкільним інспектором. З 1960 р. продовжив навчання на філософському факультеті Університету Коменського в Братиславі.

### Дипломатична служба
В рр. 1969—1973 був заступником міністра культури Чехословацької республіки в Празі. Потім перейшов у Міністерство закордонних справ, де обіймав різні посади:
- перший радник (заступник посла) посольства ЧССР в Бельгії (1973—1977),
- керівник відділення Бенелюкс/південна Європа (1977—1980),
- посол ЧССР в Республіці Заїр (1980—1984),
- радник міністра (1984—1985).

Після звільнення з дипломатичної служби надалі 3 роки працював у Словацькому парламенті (Народній раді), звідки звільнився через політичну позицію, повернувся до викладацької діяльності на педагогічний факультет Університету Коменського в Братиславі, де працював до вересня 1993 р.
З середини 1990-х — активний учасник русинського громадського руху.

## Наукова праця
Наукові праці представлені понад 200 статтями, рецензіями, науковими оглядами, 6 монографіями, переважно в області російської літератури радянської доби та української літератури Пряшівщини. Був автором підручників русинської літератури, редагував три річних випуски «Русинського літературного альманаху». Автор книжки «Розвиток русинської поезії в Словаччині з 20-х до 90-х років ХХ. століття», написаної українською мовою.

## Громадська праця
Був ініціатором створення і першим головою «Спілки русинських письменників Словаччини». Був співзасновником літературної премії імені Олександра Павловича для русинських письменників Словаччини від імені та на кошти Спілки словацьких письменників. Разом з дружиною Марією Хомовою, народженою Дупканич, видали монографію «Возроджѣня Русинох».